# Río Dargle
El río Dargle (en inglés: River Dargle) (en irlandés: An Deargail, que significa "pequeña mancha roja") es un río situado en el condado de Wicklow, Irlanda.
Llamado así en referencia a la prevalencia de color tinto o rojizo de sus piedras, nace en los Montes Wicklow, en la vertiente norte de la montaña Djouce y posee la cascada más alta de Irlanda de 121 metros en la cascada Powerscourt.
Posteriormente discurre por el valle de Glencree donde se le une el río Glencree antes de desembocar al este en el mar de Irlanda, en la bahía de Bray (condado de Wicklow).